# Hong Jongdzso
Hong Jongdzso (koreaiul: 홍영조, nyugaton: Hong Yong-Jo; Phenjan, 1982. május 22. –) észak-koreai válogatott labdarúgó, jelenleg a 4.25 csatára.
A 2010-es labdarúgó-világbajnokság ázsiai selejtezőjében számos alkalommal csapatkapitányként vezényelte a 43 év után ismét világbajnoki részvételt ünneplő észak-koreai labdarúgó-válogatottat.

## Pályafutása

### Klubcsapatokban
Pályafutását Észak-Korea egyik legsikeresebb egyesületében, a 4.25-ben kezdte. A 2004-es szezonban játszott először a felnőtt csapatban, és 13 góllal négyéves koreai pályafutásának legsikeresebb évadát jegyezte. Az ifjú csatár egy évvel később hasonló teljesítményt nyújtott, és 12 góljával csapata egyik legeredményesebb játékosa lett. Még két évet töltött a 4.25-ben, azonban korábbi eredményessége elmaradt: a 2006-os szezonban 9, míg a 2007-esben mindössze két gólt szerzett.
2007-ben a szerbiai élvonalban szereplő FK Bežanija igazolta le, azonban a belgrádi kitérő kevés sikerrel járt. Mindössze 7 bajnoki mérkőzésen lépett pályára és csak egyetlen gólt szerzett.
Pályafutásának következő állomása az orosz másodosztályban vitézkedő FK Rosztov csapata lett. Az orosz alakulattal másodosztályú bajnoki címet ünnepelt, azonban a következő szezon jelentős részét sérülés miatt kihagyni kényszerült.
2011-ben tért vissza hazájába, előző csapatához a 4.25-höz.

### A válogatottban
A válogatottban 2005-ben jutott először játéklehetőséghez az kelet-ázsiai labdarúgó-bajnokság selejtezőjén. A tornán – ahol az észak-koreai labdarúgó-válogatott főként tehetséges fiatalokra támaszkodott – Mongólia és Guam ellen gólt jegyzett. 2005 év végén szerepelt a thaiföldi Király-kupán, ahol újfent 2 gólt szerzett. A gólerős csatárt azonban a 2010-es labdarúgó-világbajnokság előselejtezőin mellőzték, és csak 2008-ban húzhatta magára ismét a válogatott mezt.
A meglepetést meglepetésre halmozó észak-koreai labdarúgó-válogatott csapatkapitányaként világbajnoki részvételig vezette a „nemzeti tizenegyet”.